# Binac
Binac (Bince) − miejscowość w Kosowie, w okręgu Vitina.